# Museo dell'intrattenimento elettronico
Il Museo dell'intrattenimento elettronico è un museo situato ad Avezzano (AQ), in Abruzzo, che ospita e preserva a fini di studio, educazione e diletto la più vasta esposizione europea di computer, console, flipper, cabinati, videogiochi arcade, dispositivi e supporti realizzati dal 1971 al 2000 con l'attenzione rivolta alle evoluzioni successive di un settore in continua attività.

## Storia

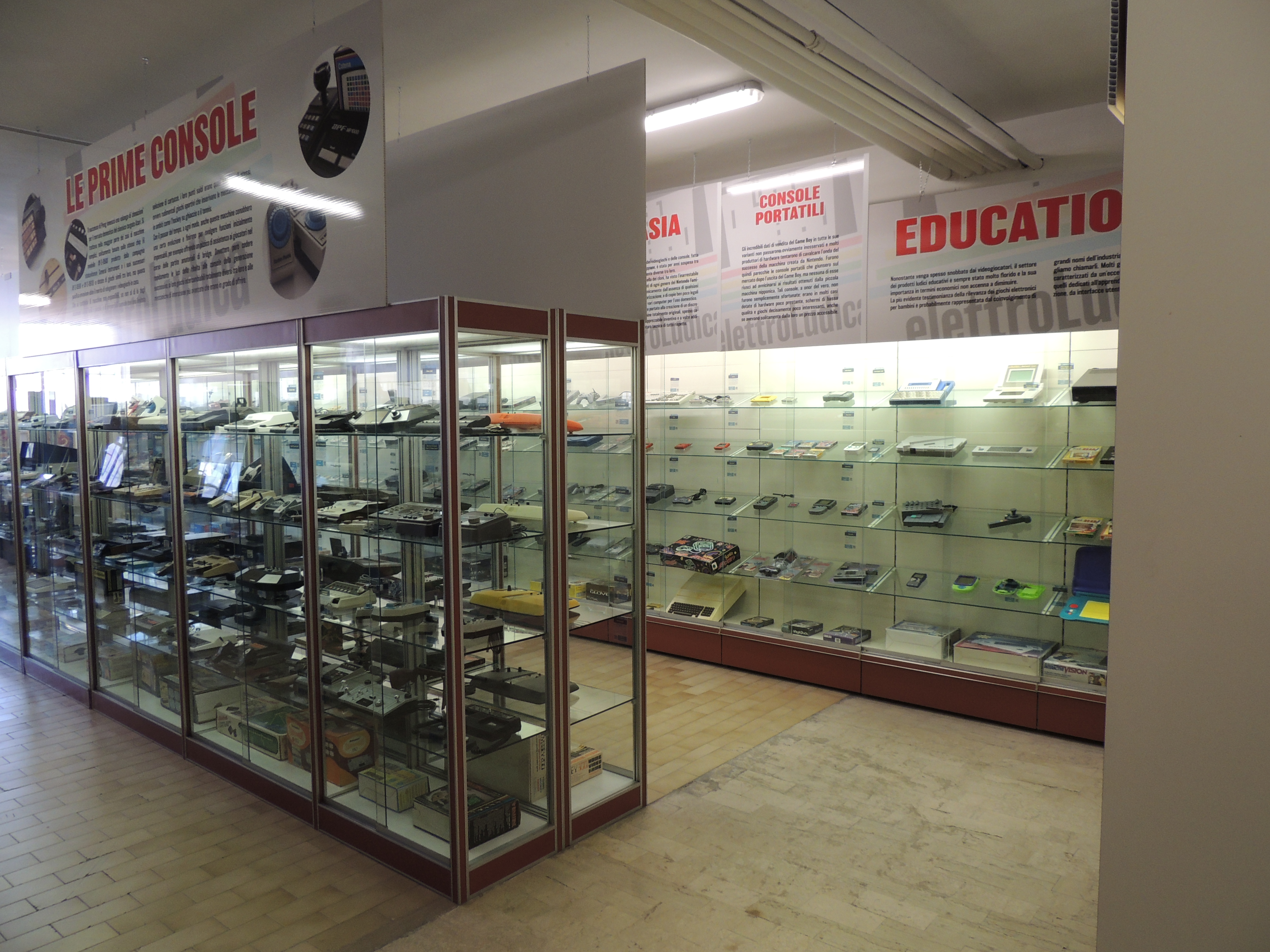
Una parte dell'area espositiva

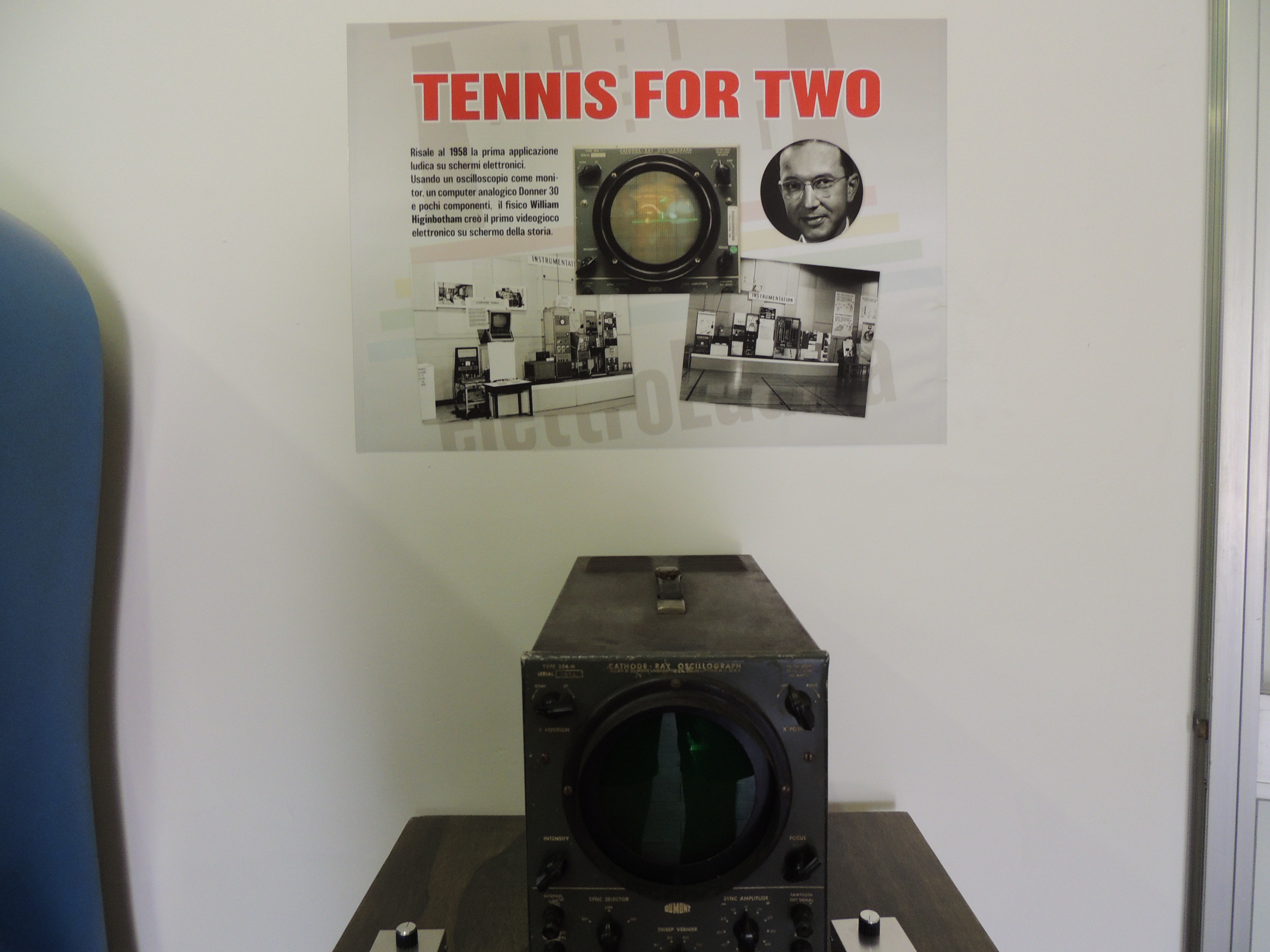
La riproduzione di Tennis for Two con oscilloscopio del 1958

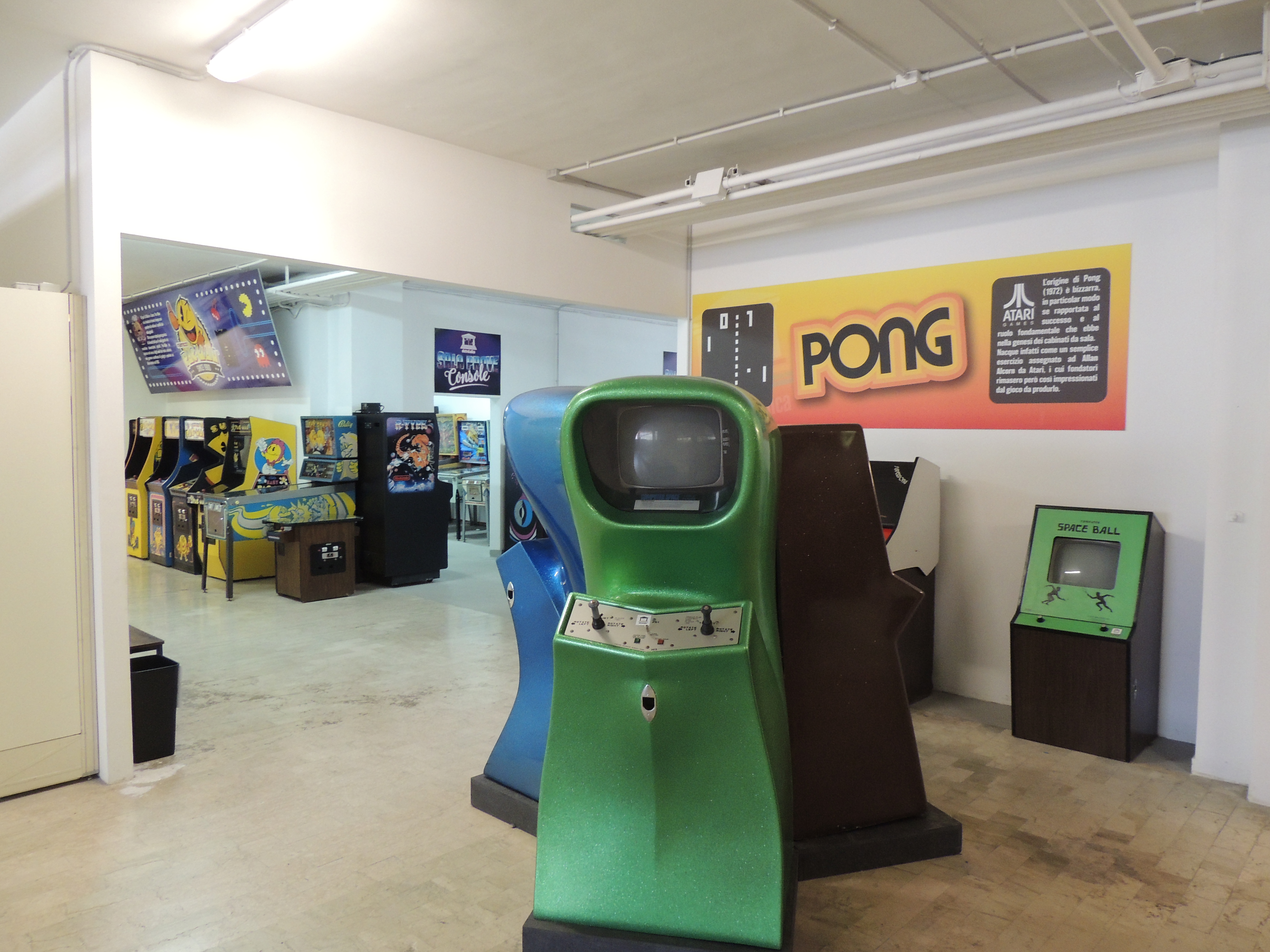
Computer Space e alcuni cabinati esposti

Il progetto della realizzazione di un museo dedicato al settore dell'informatica e dell'elettronica è nato nel 2016 sulla base di una pluriennale attività di recupero, riparazione e conservazione dei computer e dei videogiochi che spaziano dagli anni settanta agli anni duemila di un gruppo di appassionati di retrocomputing e retrogaming, riuniti in un'associazione culturale denominata elettroLudica con sede ad Avezzano.
L'obiettivo primario è stato quello di non disperdere un settore del patrimonio culturale come quello facilmente logorabile dei giochi da sala, opere di ingegno, come i datati flipper e gli arcade ma anche i computer e le console con la volontà di ricreare l'aspetto più sano della sala giochi favorendo la socializzazione e l'interazione ludica in un ambiente dove è vietato fumare e bere alcolici e dove non sono ammessi sistemi di gioco d'azzardo.
Il progetto si è concretizzato nel 2021 grazie anche al patrocinio della locale amministrazione comunale e al contributo degli enti locali.
L'inaugurazione della struttura museale, situata in un edificio prossimo al nucleo industriale della città abruzzese, è avvenuta il 26 giugno dello stesso anno con la partecipazione di alcuni tra i maggiori esperti del settore come Fabio Bortolotti, Federico Croci, Paolo Cognetti e Carlo Santagostino.

## Le sezioni
L'esposizione permanente delle opere elettroniche ed elettromeccaniche disposta su circa 1.500 metri quadrati di superficie si compone di un'area museale ed espositiva, di due sale giochi e delle sale interattive. Ospita nelle sale giochi in ordine cronologico e geografico circa 150 flipper e 200 cabinati, provenienti da tutto il mondo, alcuni prodotti dall'azienda italiana Zaccaria e altri provenienti dal Canada e dal Giappone, e nei settori espositivi e nelle due sale di prova oltre 400 tra console, personal e home computer a 8-16 bit, giochi elettronici portatili, cartucce e periferiche, provenienti dagli Stati Uniti, dal Sud America, dal Regno Unito e dall'Europa, tutti dotati di codici QR descrittivi. Il flipper più datato è del 1968, mentre sono presenti i primi coin-op della storia dei videogiochi come Jet Rocket, un videogame del 1970, e l'originale Computer Space della Nutting Associates del 1971.

## Il laboratorio di restauro
Il museo dell'intrattenimento elettronico è dotato di un laboratorio di restauro per il recupero funzionale di tutti i videogiochi,  dei flipper, dei computer e delle console che devono essere pienamente funzionanti.

## Attività divulgative
Nella struttura sono avviate attività divulgative riguardanti il tema della cultura dell'intrattenimento elettronico, digitale e musicale, che sono rivolte anche alle istituzioni scolastiche.